# Musée de cire de Barcelone

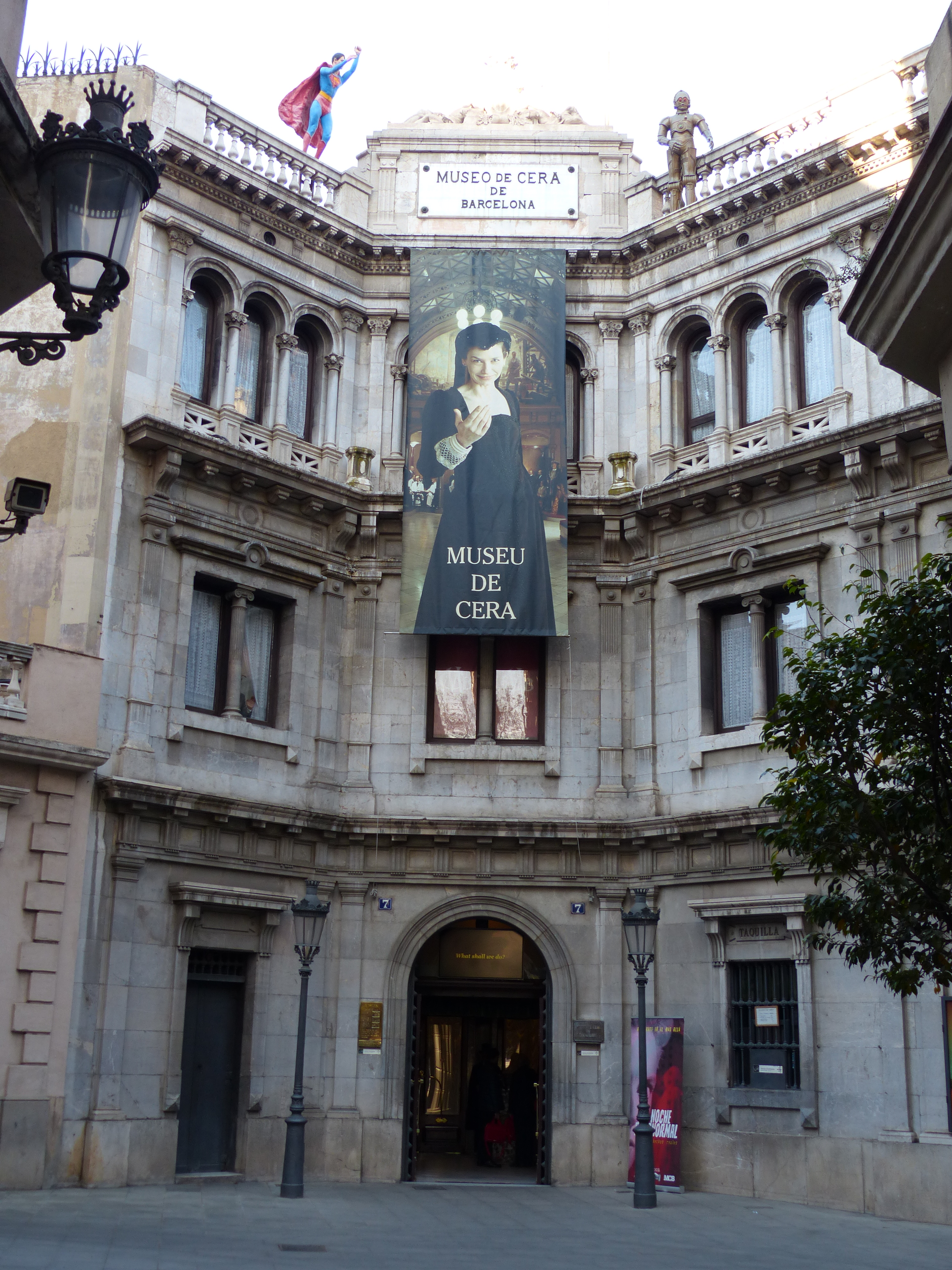
Façade du musée de cire de Barcelone

Le musée de cire de Barcelone (en catalan : Museu de Cera, en espagnol : Museo de cera, en anglais : Wax Museum) est un musée de cire se trouvant au Passatge de la Banca nº 7 (passage de la Banque), près de la Rambla à Barcelone. Il a été inauguré en 1973 et compte plus de trois cents statues qui représentent aussi bien des personnages réels que de fiction.
Le musée est situé dans un bâtiment datant de 1867 qui était anciennement le siège de la Banque de Barcelone.
En 2010, les effigies des footballeurs héros de la Coupe du monde en Afrique du Sud, Andrés Iniesta, David Villa, Iker Casillas et Fernando Torres font leur entrée au musée.
Chaque année, le musée est visité par environ 200 000 personnes.

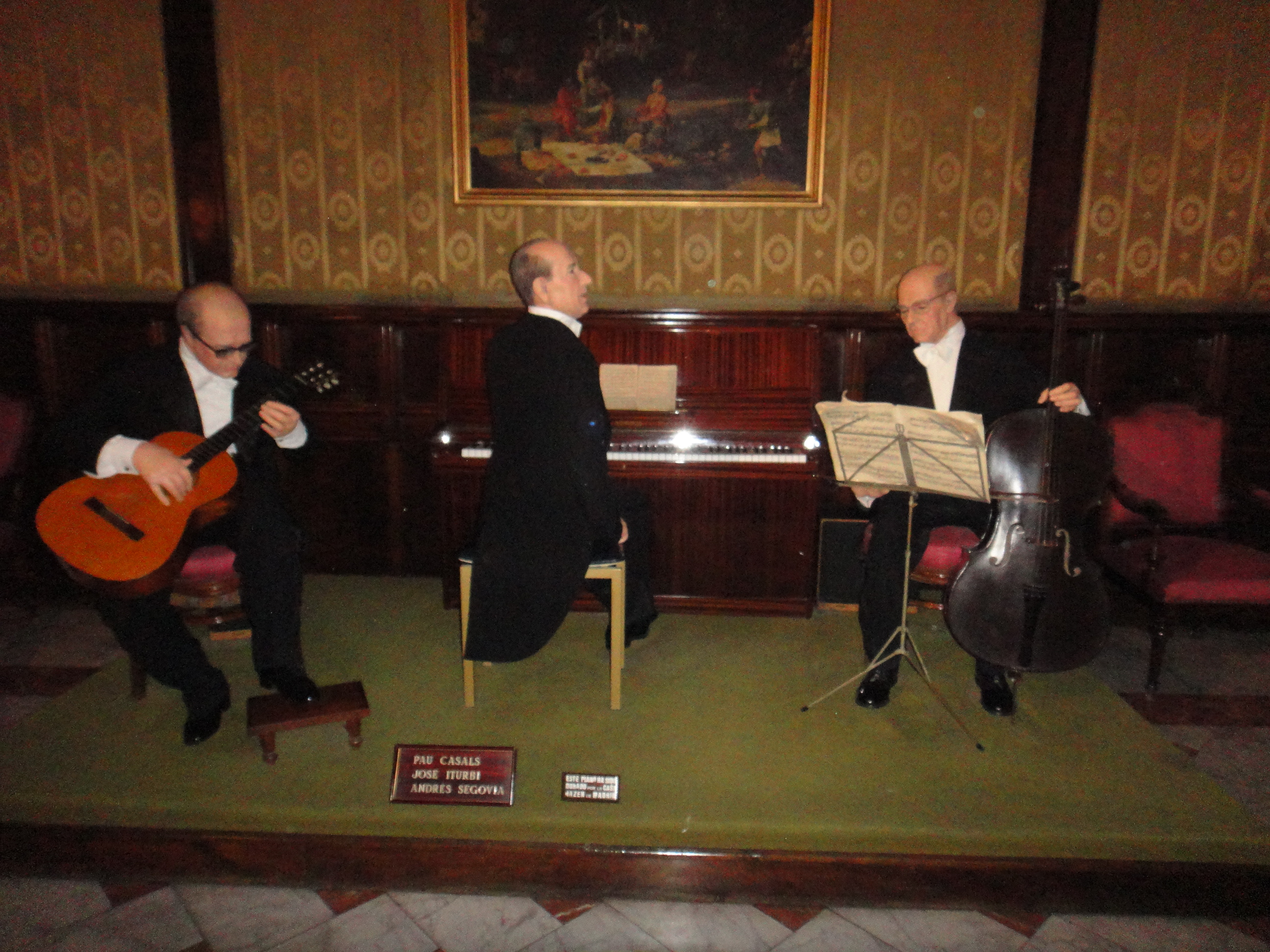
Les statues de cire d'Andrès Segovia, José Iturbi et Pau Casals.